# Interstate 10
Az Interstate 10 (10-es országos autópálya) az Amerikai Egyesült Államok transzkontinentális autópályái közé sorolható, ugyanis kelet–nyugat irányban átszeli az országot. Ez a legdélibb kelet–nyugati autópálya az Egyesült Államok területén. Hossza több mint 3959,53 kilométer. Útvonala során 8 államot érint.
Ez az autópálya a Kalifornia állambéli Santa Monica városából indul, és a floridai Jacksonville-ig tart.

## Nyomvonala

### Államok
- Kalifornia
- Arizona
- Új-Mexikó
- Texas
- Louisiana
- Mississippi
- Alabama
- Florida

### Városok

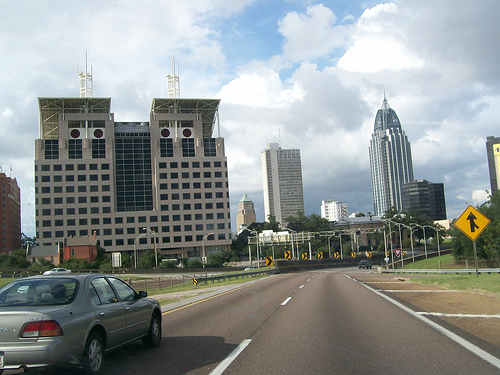
I-10 Mobile belvárosa a George Wallace alagút felé

- Santa Monica, Kalifornia
- Phoenix, Arizona
- Tucson, Arizona
- El Paso, Texas
- San Antonio, Texas
- Houston, Texas
- Baton Rouge, Louisiana
- Mobile, Alabama
- Tallahassee, Florida
- Jacksonville, Florida

### Fontosabb kereszteződések más autópályákkal

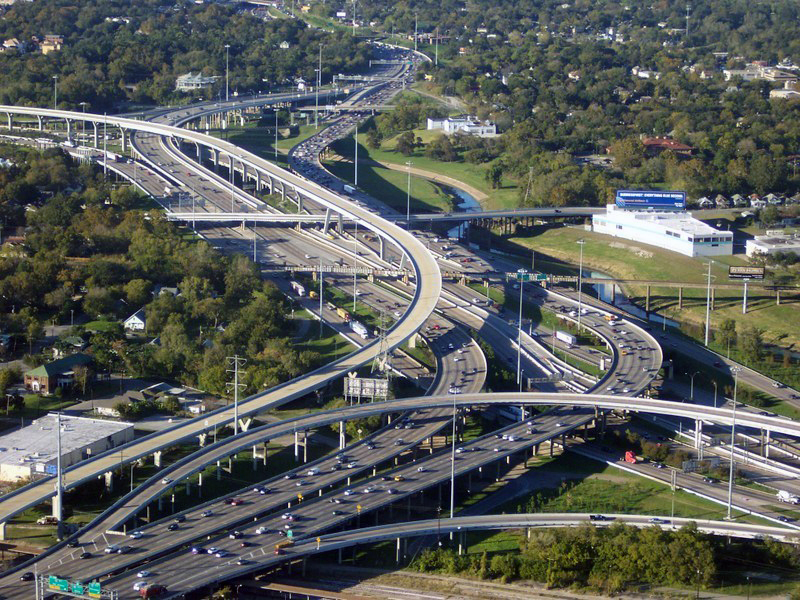
Az I-45 és az I-10 kereszteződése

- Interstate 5 – Los Angeles, Kalifornia
- Interstate 15 – Ontario, Kalifornia
- Interstate 17 – Phoenix, Arizona (kétszer)
- Interstate 8 – Casa Grande, Arizona
- Interstate 19 – Tucson, Arizona
- Interstate 25 – Las Cruces, Új-Mexikó
- Interstate 20 – Kent, Texas
- Interstate 35 és  Interstate 37 – San Antonio, Texas
- Interstate 45 – Houston, Texas
- Interstate 49 – Lafayette, Louisiana
- Interstate 55 – LaPlace, Louisiana
- Interstate 12 és  Interstate 59 – Slidell, Louisiana
- Interstate 65 – Mobile, Alabama
- Interstate 75 – Lake City, Florida

## Fordítás
- Ez a szócikk részben vagy egészben  az   Interstate 10 című angol Wikipédia-szócikk fordításán alapul.  Az eredeti cikk szerkesztőit annak laptörténete sorolja fel. Ez a jelzés csupán a megfogalmazás eredetét és a szerzői jogokat jelzi, nem szolgál a cikkben szereplő információk forrásmegjelöléseként.